# M939
M939 – seria amerykańskich wojskowych samochodów ciężarowych o ładowności 5 ton, produkowanych na zlecenie US Army od 1982 do co najmniej 1989 roku. Producentem było przedsiębiorstwo AM General, a w końcowych latach produkcji (wersja M939A2) – Bowen-McLaughin-York. Wyprodukowano około 32 000–34 900 egzemplarzy.
Konstrukcja bazuje na wcześniejszej serii ciężarówek M809 z lat 70. XX wieku. Samochody ciężarowe serii M939 jako pierwsze w amerykańskim wojsku były standardowo wyposażone w hamulce pneumatyczne i automatyczną skrzynię biegów.
Seria M939 obejmuje niemal 40 różnych wersji, w tym warianty transportowe (oznaczenia od M923 do M928), wywrotki (M929, M930), ciągniki (M931, M932), pojazdy o zamkniętej zabudowie rozkładanej (M934, M935), pojazdy holownicze (M936) i inne. Pojazdy różniły się m.in. rozstawem osi – 4,2 m w wersji krótkiej, 4,5 m w wersji standardowej, a 5,5 m w przedłużonej. Napęd pojazdów stanowił 6-cylindrowy, rzędowy silnik wysokoprężny – w wersjach M939 i M939A1: wolnossący Cummins NHC 250 o pojemności 14 l; w wersji M939A2 – Cummins 6CTA8.3 o pojemności 8,3 l z turbosprężarką.
Pojazdy cechowały się niskim poziomem bezpieczeństwa jazdy, w szczególności niską skutecznością hamulców i wysokim ryzykiem dachowania ze skutkiem śmiertelnym. Analizy przeprowadzone w latach 1987–1998 wykazały, że prawdopodobieństwo śmierci kierowcy bądź pasażera w wypadku drogowym było nawet 30-krotnie wyższe niż w porównywalnych wielkością samochodach ciężarowych dostępnych na rynku cywilnym, a od 3- do 21-krotnie wyższe niż w przypadku samochodów M34/M35. W latach 1999–2002 armia przeprowadziła modernizację posiadanych pojazdów, która obejmowała wyposażenie w system ABS oraz strukturalne wzmocnienia kabiny na wypadek dachowania.
Poza US Army samochody wykorzystywane były także przez US Marine Corps; eksportowane były m.in. do Arabii Saudyjskiej, Argentyny, Egiptu, Filipin, Indonezji, Iraku, Meksyku i Turcji. Znaczna liczba samochodów wycofanych ze służby trafiła na cywilny rynek wtórny.
Następcą samochodów M939 w US Army jest rodzina pojazdów FMTV, a w US Marine Corps – MTVR.